# رینهولتس
رینهولتس (به چکی: Rynholec) یک منطقهٔ مسکونی در جمهوری چک است که در ناحیه راکوونیک واقع شده‌است.